# Jemčinská lípa
Jemčinská lípa byla významným památným stromem v areálu zámku Jemčina na Třeboňsku a jednou z nejmohutnějších lip jižních Čech. Strom padl roku 2006 a přišel tak o korunu i pozoruhodně tvarovaný kmen. Z původních kořenů ale vyrážejí výmladky, takže je tato 400 let stará lípa stále živá.

## Základní údaje
- název: Jemčinská lípa, lípa u zámku Jemčina, lípa u Nežárky, Hatínská lípa
- výška: 24 m (1982)[2], 24 m (1995/1998)[1][2], 26 m (>2000)[3]
- obvod: 830 m (1982)[2], 835 cm (1995/1998)[1][2], 843 cm (>2000)[3], 851 cm (2006)
- obvod v nejužším místě: 827 cm (40 – 60 cm nad zemí)[3]
- věk: 400 let[3]
- sanace: vyzděna (datum neznámé)
- souřadnice: 49°5'43.057"N, 14°51'1.279"E

## Stav stromu a údržba

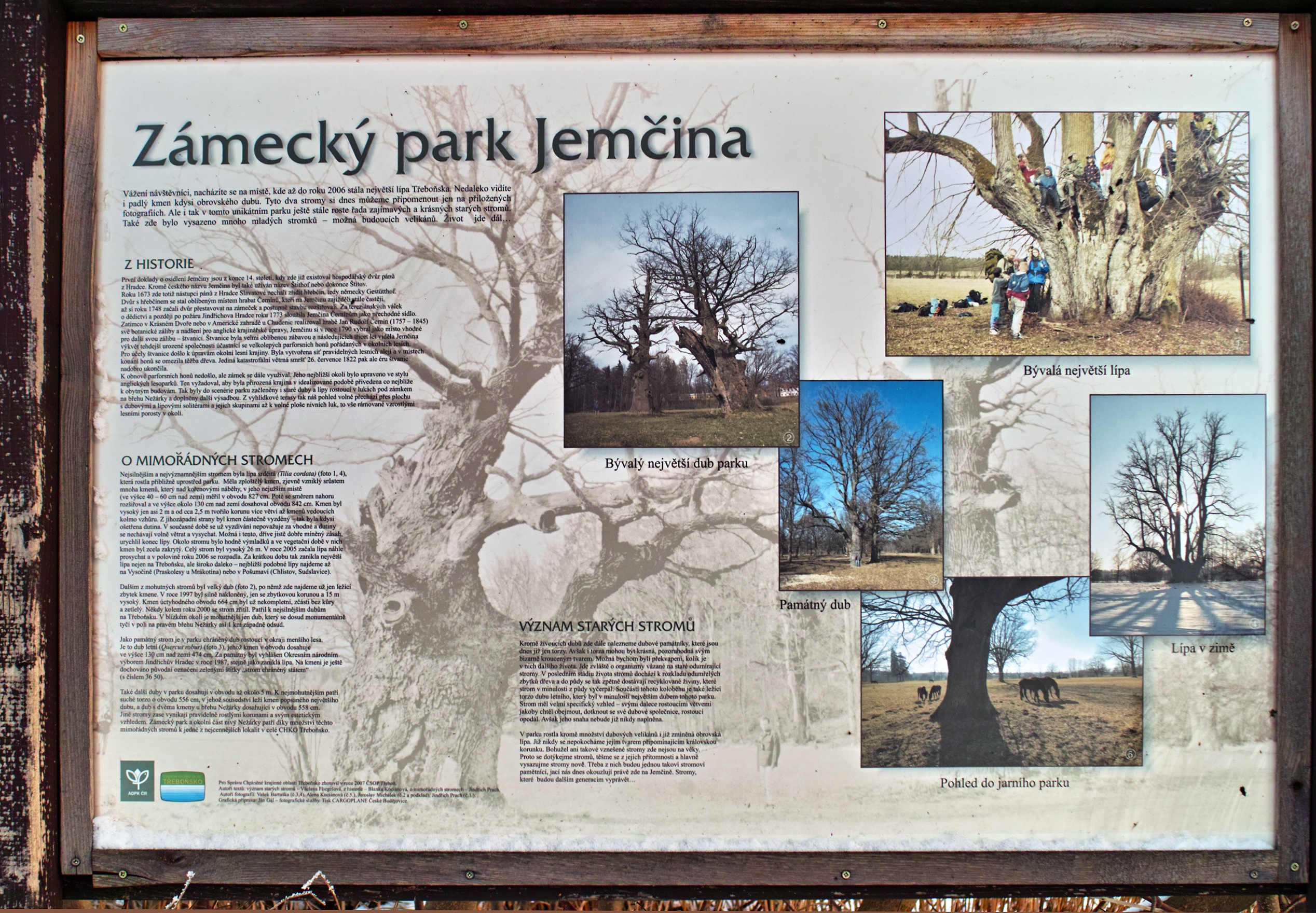
Informační tabule v zámeckém parku, vpravo dobové snímky lípy

Jemčinská lípa byla unikátní tvarem a obvodem svého kmene, který připomínal královskou korunu. Pravděpodobně vznikl srůstem kmenů či výmladků, takže jeho spodní část byla užší a v místě větvení se rozšiřovala. Hlavní kmen byl vysoký zhruba 2 metry. Vedle hlavního kmene vyrůstaly ještě dva vedlejší o menším průměru. Poměrně pravidelnou korunu tvořilo více slabších terminálů.
Strom v minulosti prošel určitou údržbou, při níž byl dutý kmen z jihozápadní strany částečně vyzděn. Tento zákrok možná způsobil předčasný konec stromu. Vyzdívání kmenů je dnes považováno za nevhodnou metodu konzervace, neboť zamezuje přísunu vzduchu a regeneraci (tvorbě adventivních kořenů a sílení kmenu).
Roku 2005 začala lípa prosychat a v červnu 2006 se její kmen rozlomil a padl. Po určitou dobu byla větší část původního kmene ponechána na místě; dnes (2010) jsou na místě jen menší části. Ochrana stromu byla zrušena s platností od 13.1.2010 s odůvodněním: „…bylo zjištěno a zaevidováno, že stromy č. 1, 2 a 3 [Jemčinská lípa] již fakticky neexistují (č. 1 zánik cca v r.1994, 2 - 2000, 3 - 2005), resp. zůstaly zachovány jen zbytky po vyvrácených nebo zcela rozlomených stromech…“ Z kořenů ale vyrážejí silné výmladky (již několik metrů vysoké), takže i přes zničení kmene, koruny a úřední rozhodnutí o zániku žije lípa z původních kořenů stále dál.
Nedaleko původní lípy byla vysazena nová.

## Zajímavosti
Vzhledem k charakteru původního kmene nelze vyloučit, že vznikl srůstem výmladků stromu, který zanikl podobně jako tento. Což by mohlo znamenat, že je lípa starší, než se uvádí. Tato možnost by si (s přihlédnutím k významu stromu) jistě zasluhovala další výzkum. I s aktuálně odhadovanými čtyřmi sty roky byla nejstarším stromem parku.
Jemčinská lípa byla svým obvodem nejmohutnějším stromem Třeboňska a ani na Českobudějovicku se podobně vzrostlý exemplář nevyskytoval. Nejbližší stromy podobného vzrůstu v Jihočeském kraji jsou Husova lípa v Chlístově u Lažišť, Sudslavická lípa u Vimperka a Lípa na Babí u Jenína.
Kdybychom však chtěli hledat lípu vzniklou srůstem, jako byla tato, museli bychom ještě dál - ke stromům jako jsou Vejdova lípa na Pardubicku, Tatrovická lípa na Karlovarsku nebo Hadí královna v Moravskoslezském kraji.

## Památné a významné stromy v okolí
- Jemčinský dub
- Jemčinská alej
- Veledub
- Duby u Zadního dvora